# Giorgio Plantageneto, I duca di Clarence
Giorgio Plantageneto, I duca di Clarence (Dublino, 21 ottobre 1449 – Torre di Londra, 18 febbraio 1478), fu il terzo figlio maschio di Riccardo Plantageneto, III duca di York e di Cecilia Neville e fratello di Edoardo IV d'Inghilterra e di Riccardo III d'Inghilterra. Svolse un ruolo importante nella lotta dinastica conosciuta come guerra delle due rose. Egli è anche ricordato come il personaggio della tragedia Riccardo III di William Shakespeare che fu annegato in una vasca di vino Malvasia.

## Biografia
Giorgio nacque il 21 ottobre 1449 a Dublino, in un momento in cui suo padre aveva cominciato la sfida con Enrico VI per la corona, il suo padrino fu Giacomo FitzGerald, VI Conte di Desmond. Fu il terzo dei quattro figli di Riccardo e Cecilia che sopravvissero fino all'età adulta. Dopo la morte di suo padre e la salita al trono del fratello maggiore, Edoardo, Giorgio fu fatto Duca di Clarence nel 1461.
L'11 luglio 1469, Giorgio sposò Isabella Neville, figlia maggiore di Richard Neville, XVI conte di Warwick.
Clarence aveva sostenuto attivamente le pretese al trono di suo fratello maggiore, ma in seguito al suo matrimonio, cominciò a giocare un gioco pericoloso. Quando suo suocero, il conte di Warwick, divenne scontento e geloso, e abbandonò Edoardo per allearsi con Margherita d'Angiò, moglie del deposto re Enrico, Clarence si unì a lui in Francia, portando la moglie incinta, Isabel, che diede alla luce la loro primogenita, Anna il 16 aprile 1470, su una nave al largo di Calais. La bambina morì poco dopo. Enrico VI ricompensò Clarence rendendolo in linea di successione al trono dopo Edoardo di Lancaster, giustificando l'esclusione di Edoardo IV per il suo tradimento contro Enrico o sulla base della sua presunta illegittimità.
Dopo un breve periodo, Clarence si rese conto che la sua fedeltà al suocero era fuori luogo: Warwick aveva dato in sposa la figlia minore, Anna, ad Edoardo di Lancaster erede di Re Enrico VI. Dal momento che ora sembrava improbabile che Warwick avrebbe sostituito Edoardo IV con Clarence, Clarence cambiò sponda.
Gli sforzi di Warwick per riportare Enrico VI sul trono alla fine fallirono e Warwick stesso fu ucciso in battaglia. Giorgio si riconciliò con suo fratello re Edoardo IV. Inoltre, in seguito alla morte del suocero, Giorgio divenne jure uxoris Conte di Warwick, ma non ereditò l'intera proprietà dei Warwick, poiché suo fratello minore, Riccardo, duca di Gloucester (il futuro re Riccardo III), sposò Anna Neville vedova di Edoardo di Lancaster, ragion per cui George si risentì con lui.
Nel 1475, la moglie Isabella, sorella di Anna, diede finalmente alla luce un figlio maschio, Edoardo, poi Conte di Warwick. In seguito la moglie gli diede altri figli, ma l'ultimo parto le fu fatale ed Isabella morì; da quel momento la salute mentale di Giorgio di Clarence cominciò a declinare. Accusò una serva di avere avvelenato la moglie e la fece giustiziare in un processo quasi sommario. Dopo essersi visto rifiutare dal re la sua proposta di sposare Maria di Borgogna, fu sospettato di cospirazione, di aver richiesto giuramenti per sé stesso e di preparare una rivolta, quindi rimase coinvolto in una congiura contro il fratello, re Edoardo, il quale lo fece arrestare ed imprigionare nella Torre di Londra. Il re fece istruire un processo contro il fratello e lo fece condannare a morte. La sentenza venne eseguita in segreto, ma cominciarono a circolare delle voci secondo le quali Giorgio di Clarence venne annegato in una botte di vino Malvasia, come ricordato anche nella tragedia Riccardo III di Shakespeare.
Come i primi signori di Richmond, Pietro II di Savoia e Ralph Neville prima di lui, Giorgio fu insignito della signoria di Richmondshire ma senza il titolo di pari.

## Discendenza
L'11 giugno 1469, Giorgio sposò Isabella Neville e insieme i due ebbero quattro figli:
- Anna di York (16 aprile 1470) morì subito dopo la nascita nelle acque intorno a Calais;
- Margherita Pole, venne giustiziata per volere di Enrico VIII d'Inghilterra il 27 maggio 1541;
- Edoardo di York, giustiziato per ordine di Enrico VII d'Inghilterra;
- Riccardo di York (6 ottobre 1476-1º gennaio 1477).

## Ascendenza
|                                               |                                          |                                            | Genitori                             |  |  | Nonni |  |  | Bisnonni                             |  |  | Trisnonni                 |  |
|                                               |                                          |                                            |                                      |  |  |       |  |  | Edmondo Plantageneto, I duca di York |  |  | Edoardo III d'Inghilterra |  |
|                                               |                                          |                                            |                                      |  |  |       |  |  | Edmondo Plantageneto, I duca di York |  |  | Edoardo III d'Inghilterra |  |
|                                               |                                          | Filippa di Hainaut                         |                                      |  |  |       |  |  | Edmondo Plantageneto, I duca di York |  |  |                           |  |
| Riccardo Plantageneto, III conte di Cambridge |                                          |                                            |                                      |  |  |       |  |  | Edmondo Plantageneto, I duca di York |  |  |                           |  |
|                                               |                                          | Isabella di Castiglia                      | Pietro I di Castiglia                |  |  |       |  |  |                                      |  |  |                           |  |
|                                               |                                          | Isabella di Castiglia                      | Pietro I di Castiglia                |  |  |       |  |  |                                      |  |  |                           |  |
|                                               |                                          | Isabella di Castiglia                      | Maria di Padilla                     |  |  |       |  |  |                                      |  |  |                           |  |
| Riccardo Plantageneto, III duca di York       |                                          | Isabella di Castiglia                      |                                      |  |  |       |  |  |                                      |  |  |                           |  |
|                                               |                                          | Ruggero Mortimer, IV conte di March        | Edmondo Mortimer, III conte di March |  |  |       |  |  |                                      |  |  |                           |  |
|                                               |                                          | Ruggero Mortimer, IV conte di March        | Edmondo Mortimer, III conte di March |  |  |       |  |  |                                      |  |  |                           |  |
|                                               |                                          | Ruggero Mortimer, IV conte di March        | Filippa Plantageneta                 |  |  |       |  |  |                                      |  |  |                           |  |
| Anna Mortimer                                 |                                          | Ruggero Mortimer, IV conte di March        |                                      |  |  |       |  |  |                                      |  |  |                           |  |
|                                               |                                          | Alianore Holland                           | Thomas Holland, II conte di Kent     |  |  |       |  |  |                                      |  |  |                           |  |
|                                               |                                          | Alianore Holland                           | Thomas Holland, II conte di Kent     |  |  |       |  |  |                                      |  |  |                           |  |
|                                               |                                          | Alianore Holland                           | Alice FitzAlan                       |  |  |       |  |  |                                      |  |  |                           |  |
| Giorgio, duca di Clarence                     |                                          | Alianore Holland                           |                                      |  |  |       |  |  |                                      |  |  |                           |  |
|                                               | John Neville, III barone Neville di Raby | Ralph Neville, II barone Neville di Raby   |                                      |  |  |       |  |  |                                      |  |  |                           |  |
|                                               | John Neville, III barone Neville di Raby | Ralph Neville, II barone Neville di Raby   |                                      |  |  |       |  |  |                                      |  |  |                           |  |
|                                               | John Neville, III barone Neville di Raby | Alice Audley                               |                                      |  |  |       |  |  |                                      |  |  |                           |  |
| Ralph Neville                                 | John Neville, III barone Neville di Raby |                                            |                                      |  |  |       |  |  |                                      |  |  |                           |  |
|                                               |                                          | Maud Percy                                 | Henry de Percy, II barone Percy      |  |  |       |  |  |                                      |  |  |                           |  |
|                                               |                                          | Maud Percy                                 | Henry de Percy, II barone Percy      |  |  |       |  |  |                                      |  |  |                           |  |
|                                               |                                          | Maud Percy                                 | Idonea Clifford                      |  |  |       |  |  |                                      |  |  |                           |  |
| Cecily Neville                                |                                          | Maud Percy                                 |                                      |  |  |       |  |  |                                      |  |  |                           |  |
|                                               |                                          | Giovanni Plantageneto, I duca di Lancaster | Edoardo III d'Inghilterra            |  |  |       |  |  |                                      |  |  |                           |  |
|                                               |                                          | Giovanni Plantageneto, I duca di Lancaster | Edoardo III d'Inghilterra            |  |  |       |  |  |                                      |  |  |                           |  |
|                                               |                                          | Giovanni Plantageneto, I duca di Lancaster | Filippa di Hainaut                   |  |  |       |  |  |                                      |  |  |                           |  |
| Joan Beaufort, contessa di Westmorland        |                                          | Giovanni Plantageneto, I duca di Lancaster |                                      |  |  |       |  |  |                                      |  |  |                           |  |
|                                               |                                          | Katherine Swynford                         | Payne De Roet                        |  |  |       |  |  |                                      |  |  |                           |  |
|                                               |                                          | Katherine Swynford                         | Payne De Roet                        |  |  |       |  |  |                                      |  |  |                           |  |
|                                               |                                          | Katherine Swynford                         | ?                                    |  |  |       |  |  |                                      |  |  |                           |  |
|                                               |                                          | Katherine Swynford                         |                                      |  |  |       |  |  |                                      |  |  |                           |  |